# ۲٬۲-دی‌کلرو-۱٬۱٬۱-تری‌فلوئورواتان
۲،۲-دی‌کلرو-۱،۱،۱-تری‌فلوئورواتان (به انگلیسی: 2,2-Dichloro-1,1,1-trifluoroethane) با فرمول شیمیایی C۲HCl۲F۳ یک ترکیب شیمیایی با شناسه پاب‌کم ۹۳۸۵ است. که جرم مولی آن ۱۵۲٫۹۳ g/mol می‌باشد. شکل ظاهری این ترکیب، مایع بی‌رنگ است.